# Бенуе (држава)
Бенуе је једна од савезних држава Нигерије. Налази се на централном делу земље у појасу истоимене реке Бенуе, а главни град државе је град Макурди. 
Држава Бенуе је формирана 1976. године. Заузима површину од 34.059 km² и има 4.253.641 становника (подаци из 2006). 